# Abe Kóbó
Abe Kimifusza, írói álnevén Abe Kóbó (japánul:安部公房, Hepburn-átírással: Abe Kōbō) (Tokió, 1924. március 7. – Tokió, 1993. január 22.) japán író.

## Élete
Tokióban született, a mandzsúriai Mukdenben (ma Senjang) nőtt fel. Apja orvostanár volt, de ő maga is orvosként végzett 1948-ban a Tokiói Császári Egyetemen. 1943-ban kezdte tokiói tanulmányait de a második világháború végét Mandzsúriában várta ki. Első verseit 1947-ben közölte, ám nevét 1948-ban megjelent Jelzőtábla az utca végén című regénye tette ismertté. Az 1950-es években tagja volt a Japán Kommunista Pártnak, de 1956-ban tett kelet-európai utazása és a magyar forradalom leverése kiábrándította.
Nemzetközi elismerést A homok asszonya (Szuna no onna) című művével szerzett 1962-ben, amit Tesigahara Hirosi filmrendező vitt vászonra.
Drámái nagy sikert arattak Japánban. 1973-ban Tokióban saját színházat alapított és több avantgárd drámát írt a színtársulatnak. Barátok című 1974-es drámáját Amerikában és Európában is bemutatták.

## Művei(nem teljes felsorolás)
| Megjelenés éve | Japán cím                                                 | Magyar cím               | Fordító                 | Megjegyzés   |
| 1948           | 終りし道の標に Ovarisi micsi no sirube ni                 | Jelzőtábla az utca végén |                         |              |
| 1951           | Kabe                                                      | A fal                    |                         |              |
| 1954           | 飢餓同盟 Kiga dómei                                       |                          |                         |              |
| 1957           | けものたちは故郷をめざす Kemono tacsi ha kokjó vo mezaszu |                          |                         |              |
| 1959           | 第四間氷期 Daijon kanpjóki                                | A negyedik jégkorszak    | Karig Sára (oroszból)   |              |
| 1960           | 石の眼 Isi no me                                          |                          |                         |              |
| 1962           | 砂の女 Szuna no onna                                      | A homok asszonya         | Csalló Jenő (oroszból)  |              |
| 1964           | 他人の顔 Tanin no kao                                     | Másvalaki arca           |                         |              |
| 1965           | 榎本武揚 Enomoto takeaki                                  |                          |                         |              |
| 1967           | 燃えつきた地図 Moecukita csizu                            | A feldúlt térkép         |                         |              |
| 1973           | 箱男 Hako otoko                                           | A dobozember             | Antal László (oroszból) |              |
| 1977           | 密会 Mikkai                                               | Titkos randevú           |                         |              |
| 1984           | 方舟さくら丸 Hakobune szakura maru                        | A Szakura-bárka          |                         |              |
| 1991           | カンガルー・ノート Kangarú nóto                           |                          |                         |              |
| 1994           | 飛ぶ男 Tobu otoko                                         |                          |                         | befejezetlen |

### Magyar fordításban
- A negyedik jégkorszak. Tudományos-fantasztikus regény; oroszból ford., életrajz Karig Sára, utószó Gánti Tibor; Móra, Bp., 1969 (Kozmosz fantasztikus könyvek)
- A homok asszonya. Regény; oroszból ford. Csalló Jenő; Magvető, Bp., 1969 (Világkönyvtár)
- A dobozember; oroszból ford. Antal László; Magvető, Bp., 1978 (Világkönyvtár), ISBN 963270 784 2